# Jefferson Starship

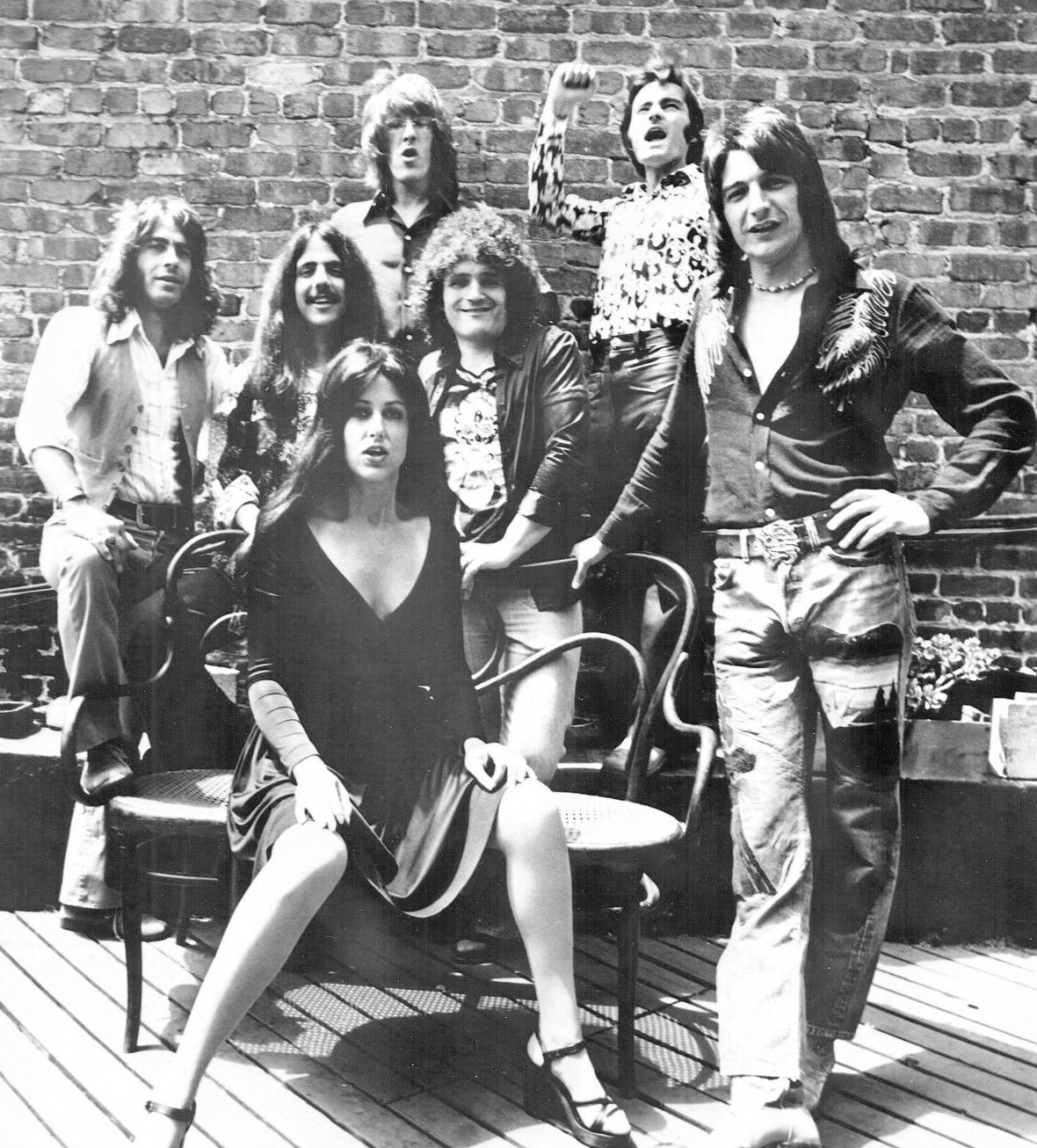
Jefferson Starship 1976

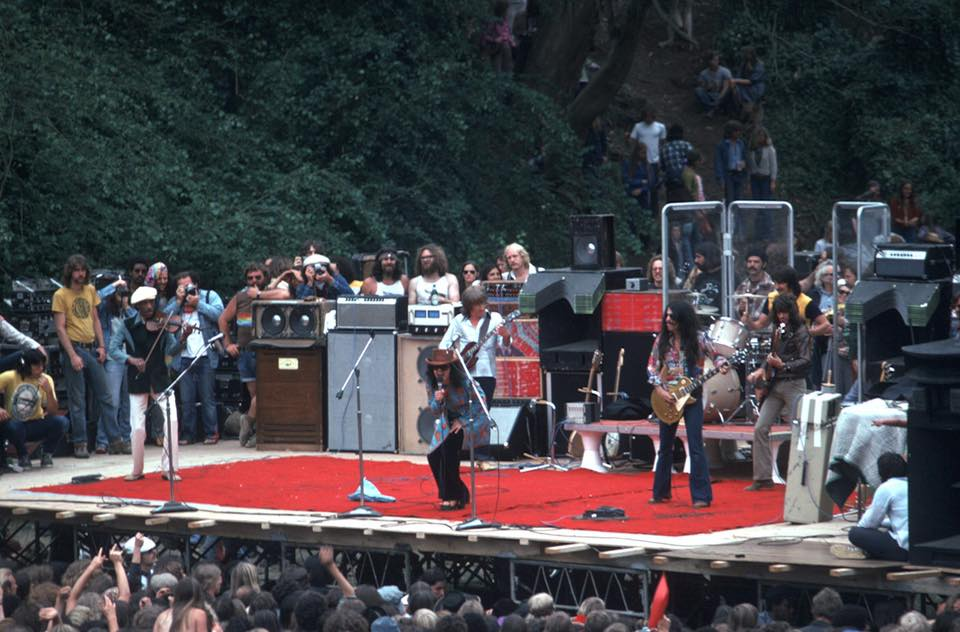
Jefferson Starship gratis konsert på Marx Meadow, Golden Gate Park, San Francisco, 30 maj 1975 (People's Ballroom in the Park)

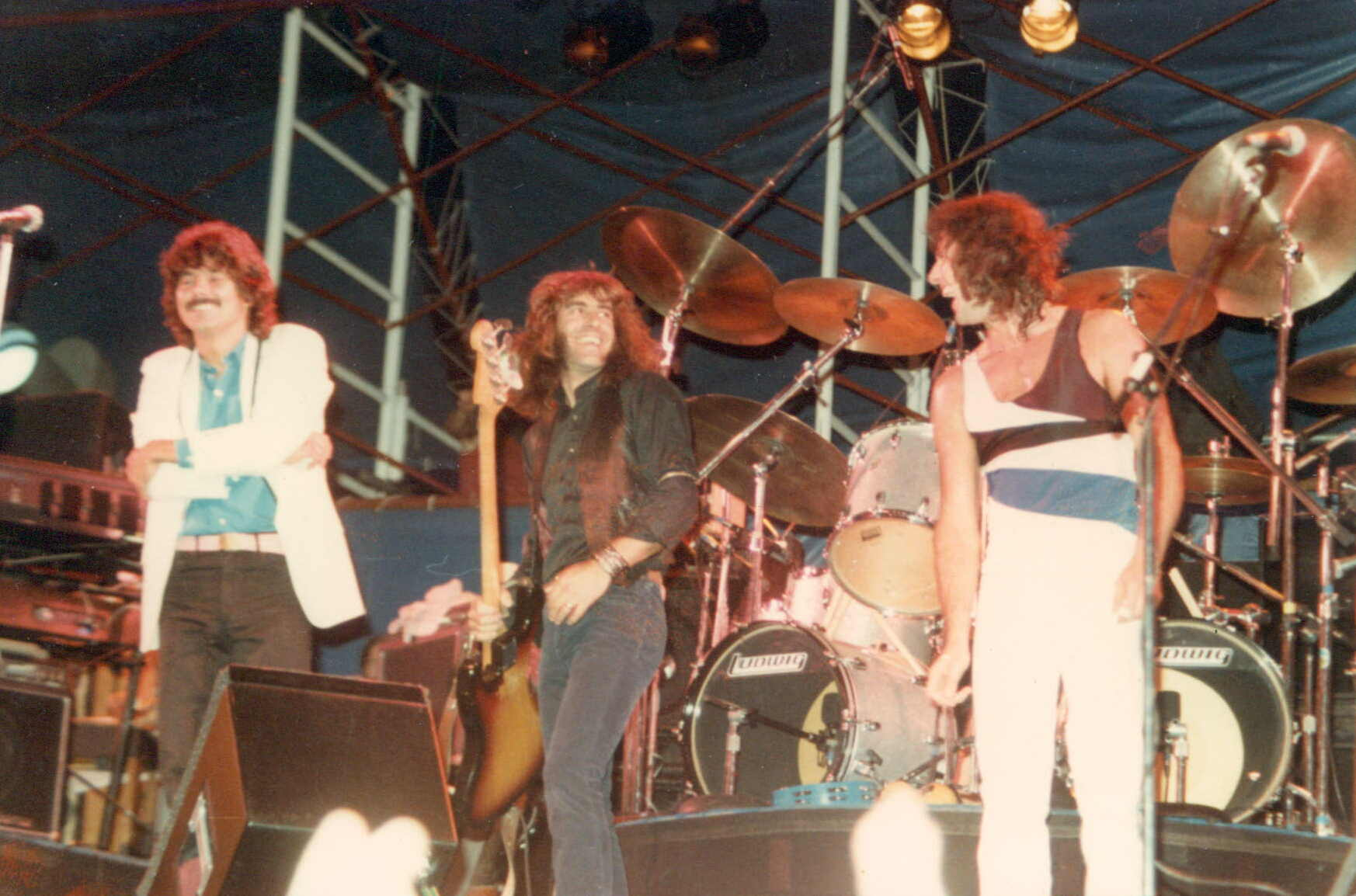
Mickey Thomas, Pete Sears, och Aynsley Dunbar från Jefferson Starship 1981

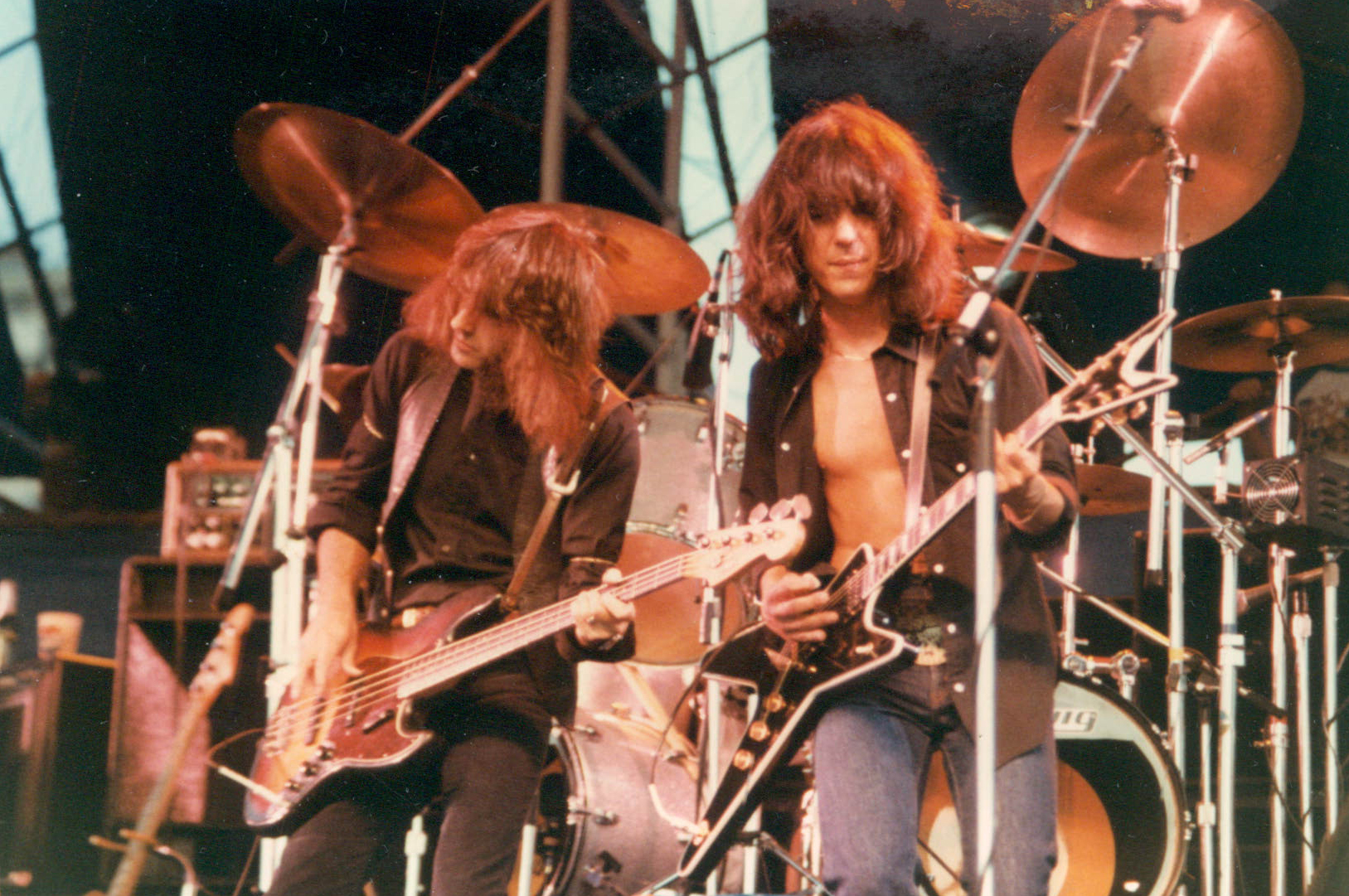
Pete Sears och Craig Chaquico från Jefferson Starship på Central Park 1981

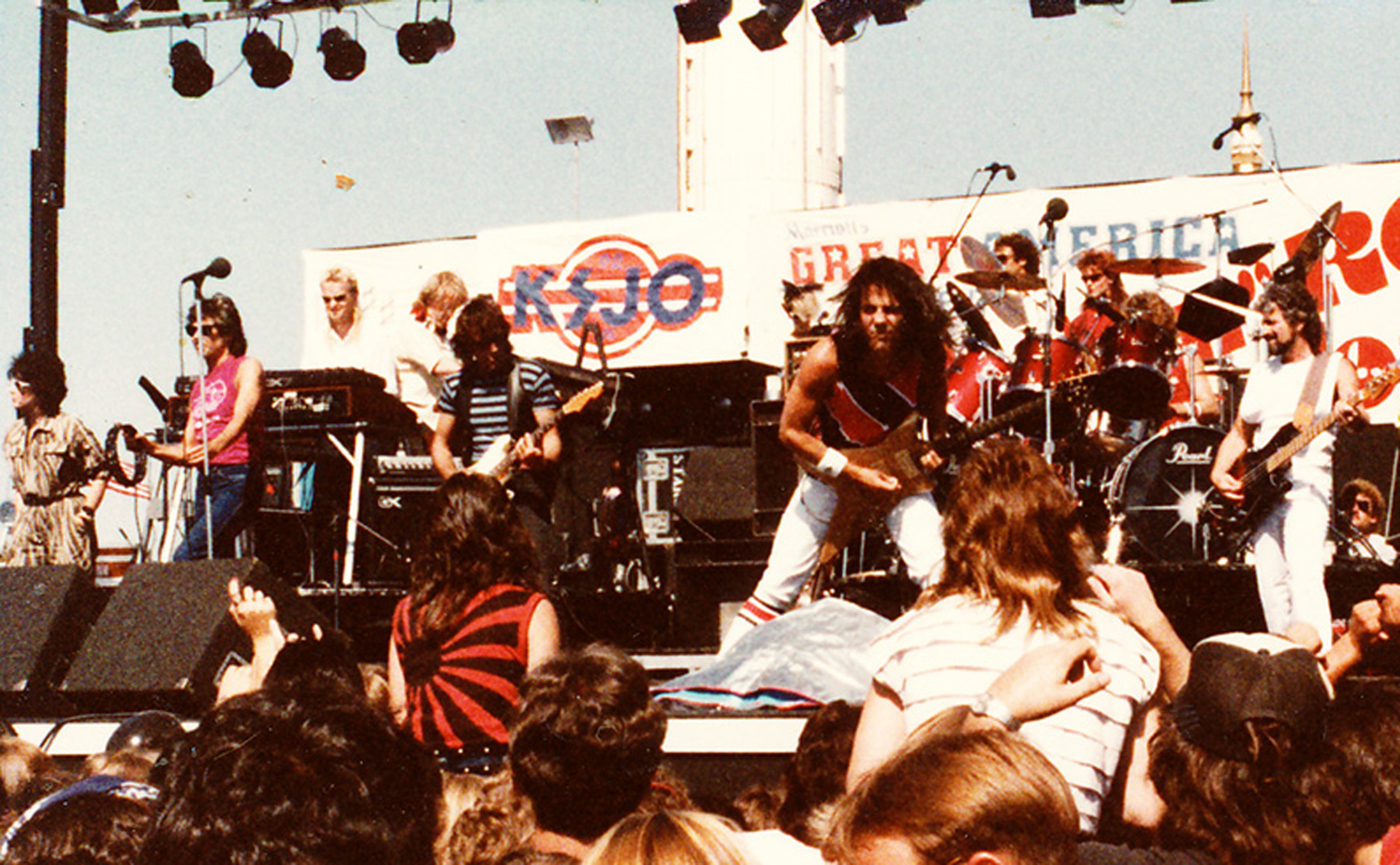
Jefferson Starship i Great America, 23 juni 1984, strax före utvecklingen till Starship. Från vänster; Grace Slick, Mickey Thomas, Pete Sears, Paul Kantner, Craig Chaquico, Donny Baldwin och David Freiberg.

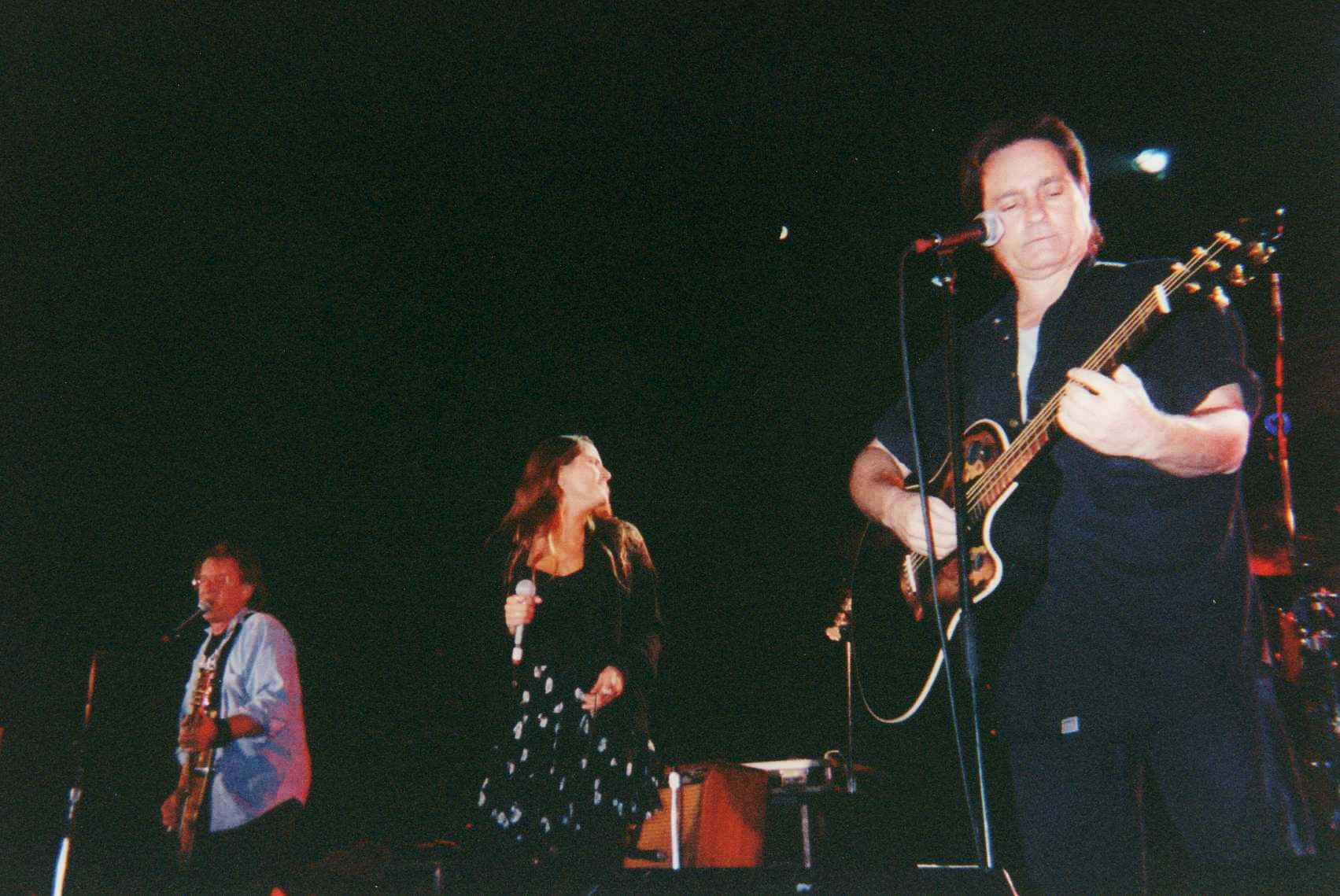
Paul Kantner, Diana Mangano och Marty Balin 1996

Jefferson Starship är ett rockband, bildat 1970 i spillrorna av Jefferson Airplane. Många Airplanefans var besvikna på bandets mer mainstream-inriktade musik i stor kontrast till forna Jefferson Airplanes experimentella tongångar. Men istället vann man en bredare publik.
Airplane-medlemmarna Grace Slick (sång) och Paul Kantner (gitarr) bildade bandet tillsammans med David Freiberg (keyboard, tidigare medlem i Quicksilver Messenger Service), John Barbata (trummor) och John Henry Creach på elektrisk violin. Marty Balin som även han varit sångare i Jefferson Airplane återförenades med Slick och Kantner och blev medlem i gruppen. De hade stor framgång med albumet Red Octopus och singeln "Miracles" 1975. Några andra låtar de är kända för är "With Your Love" (1976), "Count On Me" (1978) och "Jane" (1979).
År 1978 lämnade både Slick och Balin gruppen. Slick återvände igen 1981 och medlemmarna höll ihop fram till 1984. Efter att bandet 1985 ombildats till gruppen Starship så återbildades Jefferson Starship 1992 under namnet Jefferson Starship: The Next Generation, och från 1993 är gruppen verksam under det ursprungliga namnet Jefferson Starship.

## Medlemmar
Nuvarande medlemmar
- David Freiberg – keyboard, bas, gitarr, synthesizer, sång (1974–1984, 2005–)
- Donny Baldwin – trummor, slagverk, sång (1982-1984, 2005, 2008-)
- Chris Smith – keyboard, synthesizer (1998–)
- Cathy Richardson – sång (2008–2015, 2016–)
- Jude Gold – leadgitarr (2012–)

Tidigare medlemmar
- Paul Kantner – gitarr och sång (1970-1984, 1992-2016; hans död)
- Grace Slick – sång, keyboard (1970–1978, 1981–1984)
- Peter Kaukonen – gitarr, basgitarr (1970-1974), (turnerande 2006)
- Jack Casady – bas (1970, 1992–2000)
- Craig Chaquico – gitarr, synthesizer, sång (1974–1984)
- John Barbata – trummor (1974–1979)
- Marty Balin – sång, gitarr (1974–1978, 1993–2008)
- Papa John Creach – violin (1974-1975, 1992-1994; hans död), (gäst 1978)
- Pete Sears – bas, keyboard, gitarr, sång (1974–1984)
- Mickey Thomas – sång (1979–1984)
- Aynsley Dunbar – trummor, slagverk (1979–1982)
- Peter Wolf - keyboard, synthesizer (1984)
- Mark "Slick" Aguilar – leadgitarr (1992–2012)
- Prairie Prince – trummor, slagverk (1992–2008), (gäst 2008–2016)
- Tim Gorman – keyboard, synthesizer (1992–1995)
- Darby Gould – sång (1992-1993, 1994-1995, 2005), (gäst 2000–)
- Diana Mangano – sång (1993–2008)
- Gary Camba – keyboard, synthesizer (1995)
- Barry Flast – keyboard, synthesizer (1995)
- Terry "T" Lavitz – keyboard, synthesizer (1996–1998)
- Rachel Rose – sång (2015–2016)

Turnerande musiker
- Steve Schuster – saxofon (1978–1980)
- David Farey – bleckblåsinstrument (1978)
- Signe Toly Anderson – bakgrundssång (1993–1994; dog 2016)
- Trey Sabatelli – trummor, slagverk (1994–1995, 2004)
- Bobby Vega – bas (1998–2000)
- Chico Huff – bas (1998-2000)
- Tom Lilly – bas (2000–2003; 2007)
- John Ferenzik – bas, keyboard, leadgitarr (2002, 2006, 2008–2015)
- Michael Eisenstein – 12-strängad akustisk gitarr, bakgrundssång (2002, 2009, 2011, 2012)
- Prof. Louie – keyboard (2003)
- Mike Falzarano – rytmgitarr (2003)
- Kerry Kearney – rytmgitarr (2003)
- China Wing Kantner – bakgrundssång (2003)
- Alexander Kantner – rytmgitarr, bas (2003)
- Linda Imperial – bakgrundssång (2005–2007)
- Jack Traylor – gitarr, sång (2005)
- Tony Morley – trummor (2006–2016)
- Anne Harris – violin (2008–2016)

## Diskografi
Studioalbum
- Dragon Fly (1974)
- Red Octopus (1975)
- Spitfire (1976)
- Earth (1978)
- Freedom at Point Zero (1979)
- Modern Times (1981)
- Winds of Change (1982)
- Nuclear Furniture (1984)
- Windows of Heaven (1999)
- Jefferson's Tree of Liberty (2008)
- Mother of the Sun (2020)

Livealbum
- RCA Special Radio Series Volume 19 (1982)
- Deep Sky - Virgin Space (1995)
- Greatest Hits: Live at the Fillmore (1999)
- Across the Sea of Suns (2001)
- Live In Central Park NYC May 12, 1975 (2013)